# 러브투나잇
러브투나잇은 2002년 11월 6일부터 2003년 2월 5일까지 방송되었던 예능프로그램이다.

## 결방
- 2002년 11월 13일 - 《정》 23회 ~ 24회 연속 편성
- 2002년 12월 18일 - 《별을 쏘다》 9~10회 연속 편성
- 2003년 1월 1일 - 신년특선영화 《매트릭스》편성[13]

## 코너 목록
- 말뚝박기

## 참조
1. ↑  윤여수 (2015년 9월 23일). “[스타 그때 이런 일이] ‘김혜수 플러스 유’ 첫 게스트 신동엽”. 스포츠동아. 2019년 9월 4일에 확인함.
2. ↑  주현진 (2002년 11월 6일). “개그맨도 세트플레이 시대”. 서울신문. 2019년 9월 4일에 확인함.
3. ↑  주현진 (2003년 1월 27일). “저질 프로그램 조기퇴출 잇따라/SBS ‘러브투나잇’ ‘깜짝 스토리랜드’ 종영”. 서울신문. 2019년 9월 4일에 확인함.
4. ↑  주현진 (2003년 1월 27일). “저질 프로그램 조기퇴출 잇따라/SBS ‘러브투나잇’ ‘깜짝 스토리랜드’ 종영”. 서울신문. 2019년 9월 4일에 확인함.
5. ↑  “[방송] SBS ‘깜짝! 스토리랜드’ ‘러브투나잇’ 조기종영”. 조선일보. 2003년 1월 27일. 2019년 9월 4일에 확인함.
6. ↑  주현진 (2003년 1월 27일). “저질 프로그램 조기퇴출 잇따라/SBS ‘러브투나잇’ ‘깜짝 스토리랜드’ 종영”. 서울신문. 2019년 9월 4일에 확인함.
7. ↑  윤여수 (2015년 9월 23일). “[스타 그때 이런 일이] ‘김혜수 플러스 유’ 첫 게스트 신동엽”. 스포츠동아. 2019년 9월 4일에 확인함.
8. ↑  신재연 (2002년 2월 24일). “[TV 포커스] 4회만에 막내린 코미디 부활 꿈”. 일간스포츠. 2019년 9월 4일에 확인함.
9. ↑  “[방송] SBS ‘깜짝! 스토리랜드’ ‘러브투나잇’ 조기종영”. 조선일보. 2003년 1월 27일. 2019년 9월 4일에 확인함.
10. ↑  신재연 (2002년 2월 24일). “[TV 포커스] 4회만에 막내린 코미디 부활 꿈”. 일간스포츠. 2019년 9월 4일에 확인함.
11. ↑  김수경 (2002년 1월 20일). “[연예]이영자 빠르면 내달 복귀…SBS출연 긍정반응”. 동아일보. 2019년 9월 4일에 확인함.
12. ↑  김범석 (2008년 9월 22일). “김미화 “선희야, 유학 신중하게 생각해라””. 일간스포츠. 2019년 9월 4일에 확인함.
13. ↑  이영희 (2002년 12월 31일). “<볼만한 영화>매트릭스”. 문화일보. 2019년 9월 4일에 확인함.

| SBS TV 수요일 밤 11시대 프로그램        | SBS TV 수요일 밤 11시대 프로그램  | SBS TV 수요일 밤 11시대 프로그램     |
| 이전 작품                               | 작품명                            | 다음 작품                            |
| --------------------------------------- | --------------------------------- | ------------------------------------ |
| 기분전환 수요일 (2002.4.3 ~ 2002.10.30) | 러브투나잇 (2002.11.6 ~ 2003.2.5) | SBS 뉴스추적 (2003.2.12 ~ 2004.9.29) |